# Lara Wolf (actriz)
Lara Wolf es una actriz de televisión y cine, así como escritora y cantante suizo-iraní.

## Biografía y carrera
Wolf nació en Teherán y creció en Zúrich, de madre iraní y padre suizo. Se crio de forma bilingüe y empezó a actuar muy pronto tocando el violín, cantando y actuando. Siguió estudiando psicología en la Universidad de Zúrich, mientras trabajaba como modelo y presentadora de televisión para Star TV Suiza (2011-2012). Tras graduarse, se trasladó a Nueva York para estudiar interpretación en el Lee Strasberg Institute.
Wolf es políglota y habla seis idiomas, los dialectos persas farsi y dari, además de inglés, alemán, francés e italiano. Es ciudadana estadounidense desde 2023 y reside entre Nueva York y Zúrich.

## Filmografía
- Precaución, piezas sueltas (2011) como Mujer sin cabeza.
- Züri Zoo (2011) como Enfermera mala.
- Believe (2014) como Joven Delkash.
- Freak (Video musical, 2014) como Mujer Wallpaper.
- Big House (2015) como Josephina
- Blue Bloods (2016) como Mujer policía.
- Blindspot (2016) como Agente FBI #1.
- Fever (2016) como Seductrice
- Unsere Zeit ist jetzt (2016) como Chica.
- Kovar (2016) como Valentina Frazier.
- Days of Power (2017) como Gia.
- You Are Wanted (2017) como Fee.
- El Gallo (2018) como Soribel.
- Roxana (2018) como Roxana.
- Quantico (2018) como Nora.
- Hot Air (2018) como Reportera.
- Hidden Exposure (2023) como Eva Graf Schierling
- The Performance (2023) como Sira.
- 6 Hours Away (2024) como Sara.
- Loy (2024) como Polina.
- Those About to Die (2024) como Berenice.